# The Secret of Us
The Secret of Us — второй студийный альбом американской певицы и автора-исполнителя Грэйси Абрамс, вышедший 21 июня 2024 года на студии Interscope Records. Автором альбома является Абрамс, а продюсером Аарон Десснер.
Релизу альбома предшествовали два сингла — «Risk» и «Close to You», последний из которых вошел в топ-50 чарта Billboard Hot 100 США. Американская певица Тейлор Свифт, которую Абрамс часто называет тем, кто оказал на неё творческое влияние, появилась на треке «Us» в качестве приглашенного гостя. The Secret of Us возглавил чарты в Австралии, Нидерландах, Шотландии и Великобритании. В поддержку альбома Абрамс отправится в свой четвертый концертный тур The Secret of Us Tour, который начнется в сентябре 2024 года. Она также выступала на различных мероприятиях и в телевизионных программах.

## История
24 февраля 2023 года Абрамс выпустила свой дебютный студийный альбом Good Riddance. Он получил в целом положительные отзывы критиков, которые хвалили его лирическую уязвимость и художественный рост Абрамс по сравнению с ее предыдущими работами. Абрамс получила номинацию на премию «Грэмми» 2024 года как «Лучший новый артист». С апреля по август 2023 года Абрамс выступала в качестве открывающего артиста на отдельных концертах североамериканского тура Тейлор Свифт «Eras Tour». Абрамс сказала, что участие в туре «Eras Tour» «очень многое дало мне понять, как я буду писать следующий альбом». Абрамс начала работу над The Secret of Us во время тура со Свифт.
В интервью Vogue, опубликованном 7 марта 2024 года, Абрамс подтвердила, что выпустит новую музыку в конце того же года. 27 апреля 2024 года Абрамс начала дразнить новую музыку в Instagram. СМИ предположили, что опубликованные Абрамс изображения являются частью предстоящего нового музыкального видео. The Secret of Us был анонсирован 29 апреля.

## Релиз и продвижение
После анонса альбома Абрамс раскрыл трек-лист в социальных сетях 13 мая 2024 года, в который вошла совместная работа с американской певицей Тейлор Свифт на пятом треке «Us».
Песня «Risk» стала первым синглом, выпущенным с альбома The Secret of Us 1 мая 2024 года. Она была написана в соавторстве Абрамсом и Одри Хоберт, а продюсером выступил Аарон Десснер из группы The National, который также продюсировал дебютный альбом Абрамс Good Riddance. Режиссером клипа на песню «Risk» стала соавтор Одри Хоберт, в котором Абрамс напивается вином и преследует влюбленного. Абрамс исполнил песню «Risk» на шоу The Tonight Show Starring Jimmy Fallon 8 мая 2024 года.

## Отзывы
| Совокупная оценка   | Совокупная оценка |
| Источник            | Оценка            |
| ------------------- | ----------------- |
| Metacritic          | 80/100            |
| Оценки критиков     |                   |
| Источник            | Оценка            |
| Clash               | 7/10              |
| The Daily Telegraph | [ 19 ]            |
| Dork                | [ 20 ]            |
| Hot Press           | 9/10              |
| NME                 | [ 2 ]             |
| Rolling Stone       | [ 22 ]            |
| Slant Magazine      | [ 23 ]            |
| AllMusic            | [ 24 ]            |

После выхода альбом The Secret of Us получил положительные отзывы музыкальных критиков. В интернет-агрегаторе Metacritic, устанавливающем в среднем оценку до ста, основанную на профессиональных рецензиях, альбом получил 80 баллов на основе 7 полученных рецензий, что означает «получил в целом положительные отзывы от критиков».

### Итоговые списки
| Публикация     | Список                     | Ранг | Ссылка |
| -------------- | -------------------------- | ---- | ------ |
| ALBUMISM       | The 50 Best Albums of 2024 | —    | [ 25 ] |
| Billboard      | The 50 Best Albums of 2024 | 16   | [ 26 ] |
| Chorus.fm      | Top 30 Albums of 2024      | 28   | [ 27 ] |
| The Forty-Five | 2024 Albums of the Year    | 14   | [ 28 ] |
| Hot Press      | 50 Best Albums of 2024     | 48   | [ 29 ] |
| HuffPost       | The Best Albums Of 2024    | —    | [ 30 ] |
| Vogue          | The 36 Best Albums of 2024 | —    | [ 31 ] |

## Коммерческий успех
В Великобритании альбом Абрамс The Secret of Us дебютировал на первом месте в UK Albums Chart, став её первым чарттоппером.

## Список композиций
| №                   | Название                        | Автор(ы)                    | Продюсеры                          | Длительность |
| ------------------- | ------------------------------- | --------------------------- | ---------------------------------- | ------------ |
| 1.                  | «Felt Good About You»           | Грэйси Абрамс Аарон Десснер | Abrams Десснер                     | 2:44         |
| 2.                  | «Risk»                          | Абрамс Audrey Hobert        | Абрамс Десснер                     | 3:11         |
| 3.                  | «Blowing Smoke»                 | Абрамс Hobert Десснер       | Абрамс Десснер                     | 3:52         |
| 4.                  | «I Love You, I'm Sorry»         | Абрамс Hobert Десснер       | Абрамс Десснер                     | 2:37         |
| 5.                  | «Us» (при участии Тейлор Свифт) | Абрамс Swift Десснер        | Абрамс Swift Десснер Джек Антонофф | 4:02         |
| 6.                  | «Let It Happen»                 | Абрамс Hobert Десснер       | Абрамс Десснер                     | 4:20         |
| 7.                  | «Tough Love»                    | Абрамс Десснер              | Абрамс Десснер                     | 2:49         |
| 8.                  | «I Knew It, I Know You»         | Абрамс Hobert               | Абрамс Десснер                     | 4:12         |
| 9.                  | «Gave You I Gave You I»         | Абрамс Десснер              | Абрамс Десснер                     | 4:29         |
| 10.                 | «Normal Thing»                  | Абрамс Hobert Десснер       | Абрамс Десснер                     | 4:02         |
| 11.                 | «Good Luck Charlie»             | Абрамс Десснер              | Абрамс Десснер                     | 3:56         |
| 12.                 | «Free Now»                      | Абрамс Десснер              | Абрамс Десснер                     | 3:34         |
| 13.                 | «Close to You»                  | Абрамс Sam de Jong          | Абрамс de Jong                     | 3:45         |
| Общая длительность: | Общая длительность:             | Общая длительность:         | Общая длительность:                | 47:33        |

| №                   | Название            | Автор(ы)            | Продюсеры                     | Длительность |
| ------------------- | ------------------- | ------------------- | ----------------------------- | ------------ |
| 14.                 | «Cool»              | Abrams Dessner      | Abrams Dessner                | 3:49         |
| 15.                 | «That’s So True»    | Abrams Hobert       | Abrams Dessner Julian Bunetta | 2:46         |
| 16.                 | «I Told You Things» | Abrams Dessner      | Abrams Dessner                | 3:41         |
| 17.                 | «Packing It Up»     | Abrams Dessner      | Abrams Dessner                | 2:44         |
| Общая длительность: | Общая длительность: | Общая длительность: | Общая длительность:           | 60:33        |

| №                   | Название                                 | Автор(ы)              | Продюсеры            | Длительность |
| ------------------- | ---------------------------------------- | --------------------- | -------------------- | ------------ |
| 18.                 | «I Love You, I'm Sorry» (live from Vevo) | Abrams Hobert Dessner | Dessner Vinnie Ferra | 3:24         |
| 19.                 | «I Knew It, I Know You» (live from Vevo) | Abrams Hobert         | Dessner Ferra        | 4:16         |
| 20.                 | «Free Now» (live from Vevo)              | Abrams Dessner        | Dessner Ferra        | 4:00         |
| Общая длительность: | Общая длительность:                      | Общая длительность:   | Общая длительность:  | 72:13        |

### Замечания
- «Us» стилизована как «us.»[37]

## Чарты
| Чарт (2024)                         | Высшая позиция |
| ----------------------------------- | -------------- |
| Австралия (ARIA)                    | 1              |
| Австрия (Ö3 Austria)                | 4              |
| Бельгия/Фландрия (Ultratop)         | 3              |
| Бельгия/Валлония (Ultratop)         | 11             |
| Канада (Canadian Albums Chart)      | 1              |
| Нидерланды (Album Top 100)          | 1              |
| Финляндия (Suomen virallinen lista) | 16             |
| Франция (SNEP)                      | 18             |
| Германия (Offizielle Top 100)       | 4              |
| Венгрия (MAHASZ)                    | 9              |
| Ирландия (Irish Albums Chart)       | 2              |
| Италия (FIMI)                       | 61             |
| Литва (AGATA)                       | 30             |
| Новая Зеландия (RMNZ)               | 2              |
| Норвегия (VG-lista)                 | 3              |
| Шотландия (Scottish Albums Chart)   | 1              |
| Швеция (Sverigetopplistan)          | 8              |
| Швейцария (Schweizer Hitparade)     | 5              |
| Великобритания (UK Albums Chart)    | 1              |
| США (Billboard 200)                 | 2              |

## Сертификации
| Регион                                                                      | Сертификация | Продажи |
| --------------------------------------------------------------------------- | ------------ | ------- |
| Австралия (ARIA)                                                            | Платиновый   | 70 000  |
| Бельгия (BEA)                                                               | Платиновый   | 20 000  |
| Бразилия (ABPD) · Deluxe                                                    | Золотой      | 20 000  |
| Канада (Music Canada)                                                       | Платиновый   | 80 000  |
| Дания (IFPI Danmark)                                                        | Золотой      | 10 000  |
| Новая Зеландия (RMNZ)                                                       | Платиновый   | 15 000  |
| Португалия (AFP)                                                            | Золотой      | 3500    |
| Великобритания (BPI)                                                        | Золотой      | 100 000 |
| Данные о продажах + прослушиваниях приведены только на основе сертификации. |              |         |